# Gouden Leeuw (1666)
Gouden Leeuw (з нід. Золотий лев) — голландський вітрильний 82-гарматний лінійний корабель 17 століття.

## Історія

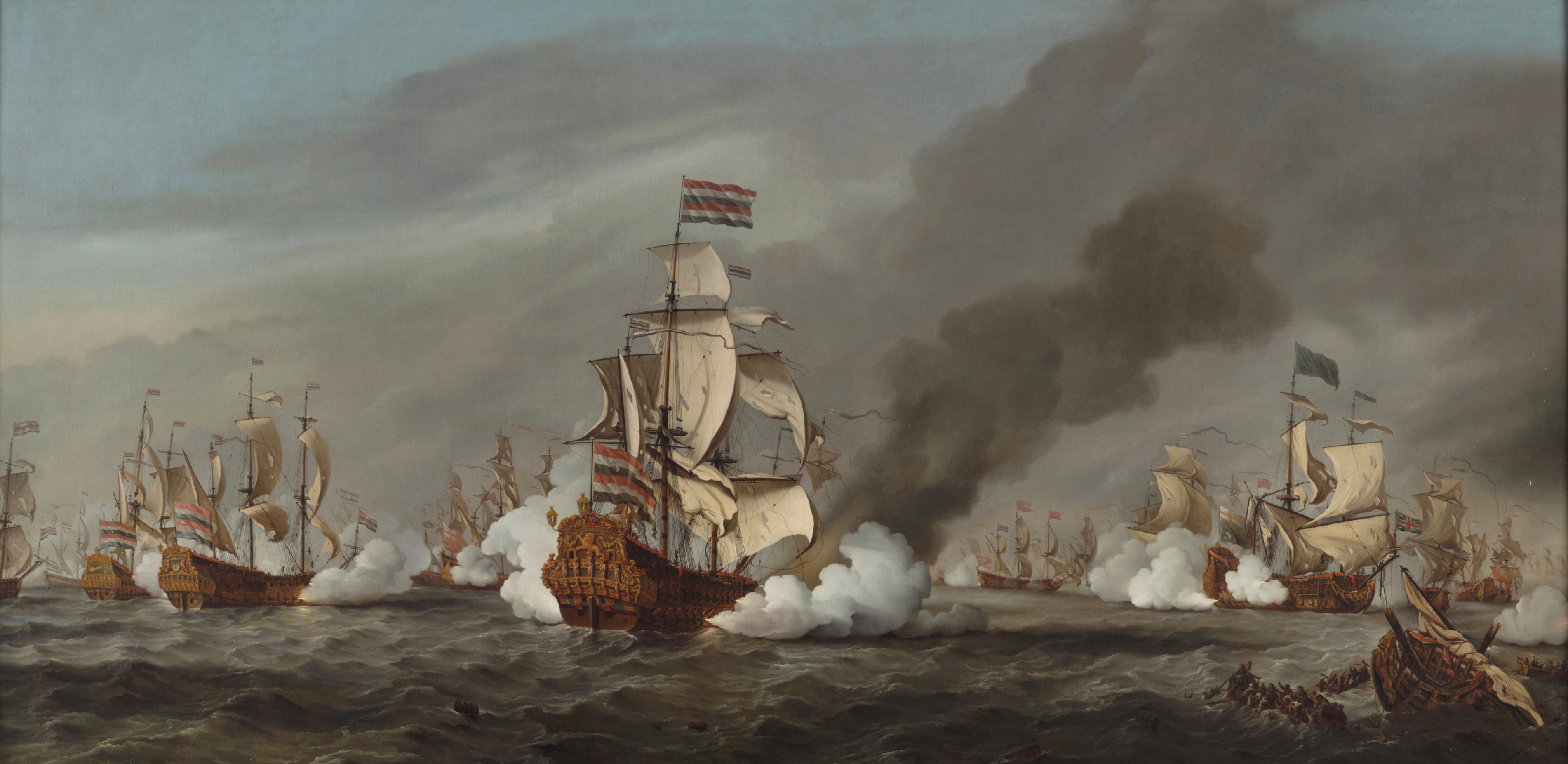
Битва при Текселі, 11/21 серпня 1673 року. Картина Віллема ван де Вельде Молодшого, написана 1683 року. Корабель у центрі — флагман голландського адмірала Корнеліса Тромпа Gouden Leeuw.

Побудований у 1666 році для Амстердамського адміралтейства під час Другої англо-голландської війни. Gouden Leeuw був деякий час найбільшим голландським військовим кораблем. Під час третьої англо-голландської війни корабель служив флагманом адмірала Корнеліса Тромпа. Він був флагманом Тромпа в битві при Текселі в 1673 році, а капітаном на судні був ірландець Томас Тобіас. У битві корабель був дуже пошкоджений та відправлений на стоянку в порт Амстердама. У 1686 році він розібраний на матеріали.

## Опис
Це було трищоглове судно з квадратними вітрилами, лише на бізань-щоглі були косі латинські вітрила. Gouden Leeuw сягав завдовжки 50,3 м, завширшки приблизно 12 м, та мав осадку 4,6 м. На озброєнні було 82 гармати: 28 на нижній палубі, 28 на верхній палубі та 26-ма гарматами на баковій, шканцевій і кормовій палубах. Корму судна прикрашав різьблений позолочений лев. Голова лева була також на афластоні.